# Kerya antennalis
Kerya antennalis är en stekelart som beskrevs av Boucek 1988. Kerya antennalis ingår i släktet Kerya och familjen puppglanssteklar. Inga underarter finns listade i Catalogue of Life.